# مؤيد المحمدي
مؤيد المحمدي (مواليد 14 أبريل 2001) هو لاعب كرة قدم سعودي يلعب في نادي الجبلين.

## مسيرة اللاعب
لعب في الفئات السنية في نادي الوحدة و لعب بعدها مع نادي العين ونادي الجبلين.